# Проктер, Дод
Дод Проктер, урожд. Дорис Маргарет Шоу (англ. Dod Procter, Doris Margaret Shaw, 21 апреля 1890, Хэмпстед, Лондон — 31 июля 1972, Редрут, Корнуолл) — английская художница, представительница Ньюлинской школы живописи, супруга художника Эрнеста Проктера.

## Жизнь и творчество
Родилась в Лондоне, в зажиточной семье. В возрасте 15 лет приезжает с матерью и братом в Ньюлин в Корнуолле, и поступает в школу живописи Стэнфорда Форбса. Здесь уже училась двоюродная сестра Дорис, Сесиль Джесс. Дод и её будущий супруг вместе посещали художественные школы в Англии и во Франции, в Ньюлине и в Париже. Здесь же Дорис знакомится со своим будущим мужем, Эрнестом. В 1910-1911 годах они оба продолжают обучение в Париже, в академии Коларосси. Во Франции супруги увлекаются импрессионизмом и постимпрессионизмом, большое влияние на их творчество оказали работы О.Ренуара и П.Сезанна. В 1912 году Эрнест и Дорис вступают в брак, венчание проходит в парижской церкви Сен-Винсент-де-Поль. С началом 
Первой мировой войны Э.Проктер работает в военном госпитале в Дюнкерке, Дорис с маленьким сыном живёт в Париже вплоть до 1918 года. С возвращением в Англию супруги живут и работают в Ньюлине. В 1919-1920 годах они работают над декоративным оформлением дворца Кокейн в Рангуне.  Дод, начиная с 1922 года, создаёт серии рисунков, изображающих молодых женщин. Широкая известность к ней приходит в 1927 году, когда на конкурсе, проводимом газетой Дейли Мейл полотно её «Утро» читательским голосованием было признано картиной года и приобретено галереей Тейт за 300 фунтов стерлингов.
После смерти мужа в 1935 году Дод Проктер продолжает рисовать. Это преимущественно портреты и натюрморты, изображения цветов. Занималась также книжным иллюстрированием. Художница много путешествует, посещает США, Канаду, Ямайку и Африку. В 1942 году она избирается членом британской Королевской академии, в 1966 - президентом Общества художников Сент-Ив (STISA). Скончалась в 1972 году в Корнуолле, похоронена рядом с мужем.

## Дополнения
- Работы Дод Проктер в галерее Тейт
- BBC Работы Дод Проктер в частных британских коллекциях
- Национальная портретная галерея